# Faramea correae
Faramea correae är en måreväxtart som beskrevs av Charlotte M. Taylor. Faramea correae ingår i släktet Faramea och familjen måreväxter.
Artens utbredningsområde är Panamá. Inga underarter finns listade i Catalogue of Life.